# Tanguy de Williencourt
 (août 2025).
Si vous disposez d'ouvrages ou d'articles de référence ou si vous connaissez des sites web de qualité traitant du thème abordé ici, merci de compléter l'article en donnant les références utiles à sa vérifiabilité et en les liant à la section « Notes et références ».
Tanguy de Williencourt (né en 1990 à Paris) est un pianiste français de musique classique, spécialiste de musique de chambre.

## Biographie
Tanguy de Williencourt commence la pratique du piano à l'âge de sept ans, au conservatoire de Boulogne-Billancourt, puis à partir de 2009 au Conservatoire national supérieur de musique et de danse de Paris dans des classes de piano et d'accompagnement. Il étudie aussi le lied et la mélodie, la direction d'orchestre et obtient en juin 2013 ses Masters de piano et d'accompagnement mention très bien à l'unanimité. Il est lauréat du concours Yamaha de 2008 et du concours Fauré de 2013. 
Il est invité sur la station de radio France Musique et se produit en France (« Chopin » à Bagatelle, La Roque d'Anthéron, Piano à Lyon), et à l'étranger, par exemple au Japon. 
Ses albums incluent Muses, autour de Franz Lizst, où il interprète Liebestraum, Années de pèlerinage et d'autres œuvres pianistiques du compositeur, et des œuvres de César Franck, de Beethoven, de transcriptions Wagner/Lizst. Un autre album de 2021 est consacré au concert retrouvé de l'écrivain Marcel Proust, qui d'après les éditeurs du disque lui inspire les éléments musicaux de son œuvre romanesque : le programme de ce concert est reconstitué et interprété par le musicien. 
Chef de chant, il se produit avec la Maîtrise de Notre-Dame de Paris et travaille avec des artistes comme le violoncelliste Bruno Philippe,,.